# 天売島

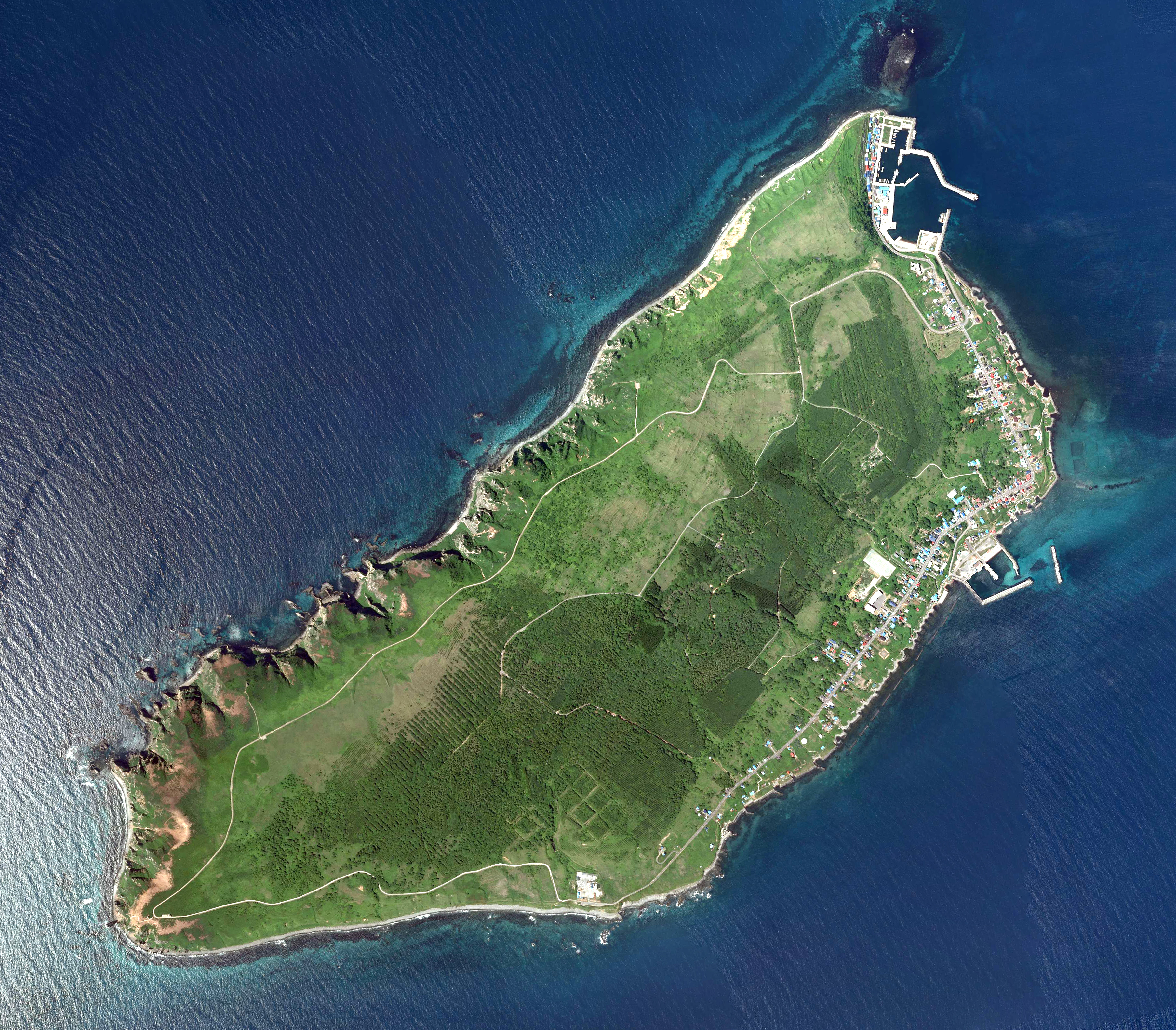
天売島の空中写真。2009年6月27日撮影の4枚を合成作成。。

天売島（てうりとう）は、北海道北西部の日本海に浮かぶ離島。留萌振興局管内の苫前郡羽幌町にある羽幌港から30km西にあり、天売島の東側に並んで浮かぶ焼尻島とともに羽幌町に属している。面積5.47km2、周囲約12km、人口は273人（令和3年9月時点）。島の名は、アイヌ語の「テウレ」（魚の背腸）もしくは「チュウレ」（足）に由来すると言われている。
ウミガラス（オロロン鳥）の日本における唯一の繁殖地であり、「海鳥の楽園」と呼ばれる。

## 概要
羽幌町立の北海道天売高等学校（3年制定時制）があり、全国から生徒を募集し、平成28年には東京都からの生徒の受け入れをしている。島は漁業、観光が主産業である。島で唯一の医療機関として北海道立天売診療所があり、医師、看護師、事務員の各1人が常駐している。急患が発生して北海道本島の医療機関に搬送する必要がある場合は、自衛隊や札幌市などからのヘリコプターもしくは海上保安庁の巡視艇または島内の漁師が所有する漁船による方法などで搬送されている。島への交通機関は羽幌港からのフェリー、高速船で、宿による出迎えが名物となっている。
1961年には、この島を舞台としたテレビドラマ『オロロンの島』が、北海道放送制作・TBS系列「近鉄金曜劇場」で放映された（第16回芸術祭賞受賞）。1965年には、この島がアドルフ・ムシュクのデビュー小説『兎の夏』に登場した。また、2004年には、天売診療所を舞台としたテレビドラマ『女医・優〜青空クリニック〜』が、東海テレビ制作・フジテレビ系列で放映された。
2011年度全日本吹奏楽コンクール課題曲II『天国の島』は、この島を舞台にした楽曲である（作曲者の佐藤博昭は、この島で1年間、中学校の音楽科教諭として勤務経験がある）。

## 歴史
1808年の樺太出兵から帰還中の会津藩士が嵐に遭い、この島に漂着した。
古くは、天売島単独で町村制を施行し、苫前郡天売村に属していたが、1955年に同郡羽幌町に編入され、現在に至る。

## 自然
島の北西海岸は断崖が続き、ウミガラス（オロロン鳥）やウトウ、ケイマフリ、ウミウ、オオセグロカモメ、ウミスズメなどの海鳥の繁殖が確認されている。ウミガラスについては日本国内で唯一の繁殖地である。1938年（昭和13年）8月8日に「天売島海鳥繁殖地」として国の天然記念物に、1982年（昭和57年）3月31日には、国指定天売島鳥獣保護区（集団繁殖地）に指定されている（面積546ヘクタール、うち特別保護地区117ヘクタール）。羽幌町では海鳥など野生動物の保護を目的に2012年4月に『天売島ネコ飼養条例』が施行され、野良猫の増加抑制策を進めた。殺処分は避け、飼い猫登録制の導入、野良猫への餌やりの禁止や捕獲したうえでの飼い猫としての譲渡、去勢手術で対応した。2014年に200匹以上いた野良猫はほぼいなくなり、雛が襲われなくなったことで2015年に約1000羽へ減ったウミネコが2019年は約5000羽へ回復した。
ウミネコの巣は1987年時点の約3万カ所から2013年時点の998カ所へ激減したが、2019年には2616カ所に再び増えた。上記のような、小笠原諸島の事例を参考にした猫対策だけでなく、空気銃によるハシブトガラスの駆除、デコイによるウミガラスの営巣地誘導といった対策もとられた。
海鳥は8種100万羽が生息すると推計されている。自然保護活動としては野良猫の駆除に加えて、官民による羽幌シーバードフレンドリー推進協議会が、海鳥の混獲を防ぐ漁法を心がける北るもい漁協などを認証しており、消費者が購入しやすくしている。
現在では緑に覆われた島となっているが、明治時代以降、入植者（ニシン漁従事者）による乱伐、山火事の発生により島内の森林の大半を喪失する状態にあった。生活に必要な水資源に事欠くような状況となったため、第二次世界大戦後、北海道が治山事業により植林を開始。厳しい自然環境の下、育成は困難を極めたが1980年代から1990年代までにかけて、ようやく成果が見られるようになった。1990年（平成2年）8月1日には、周辺の暑寒別山系や焼尻島などとともに暑寒別天売焼尻国定公園に指定されている。それまでは北海道立の「天売焼尻道立自然公園」であり、同じく道立の「暑寒別道立自然公園」と統合されて国定公園に格上げされた。
海獣としてはゴマフアザラシやトドが豊富に見られ、近海をミンククジラやカマイルカやシャチなどの鯨類も回遊している。過去には苫前郡は捕鯨の基地でもあったため、本来は大型のヒゲクジラ類も一帯を利用していたと思われる。

## 参考画像

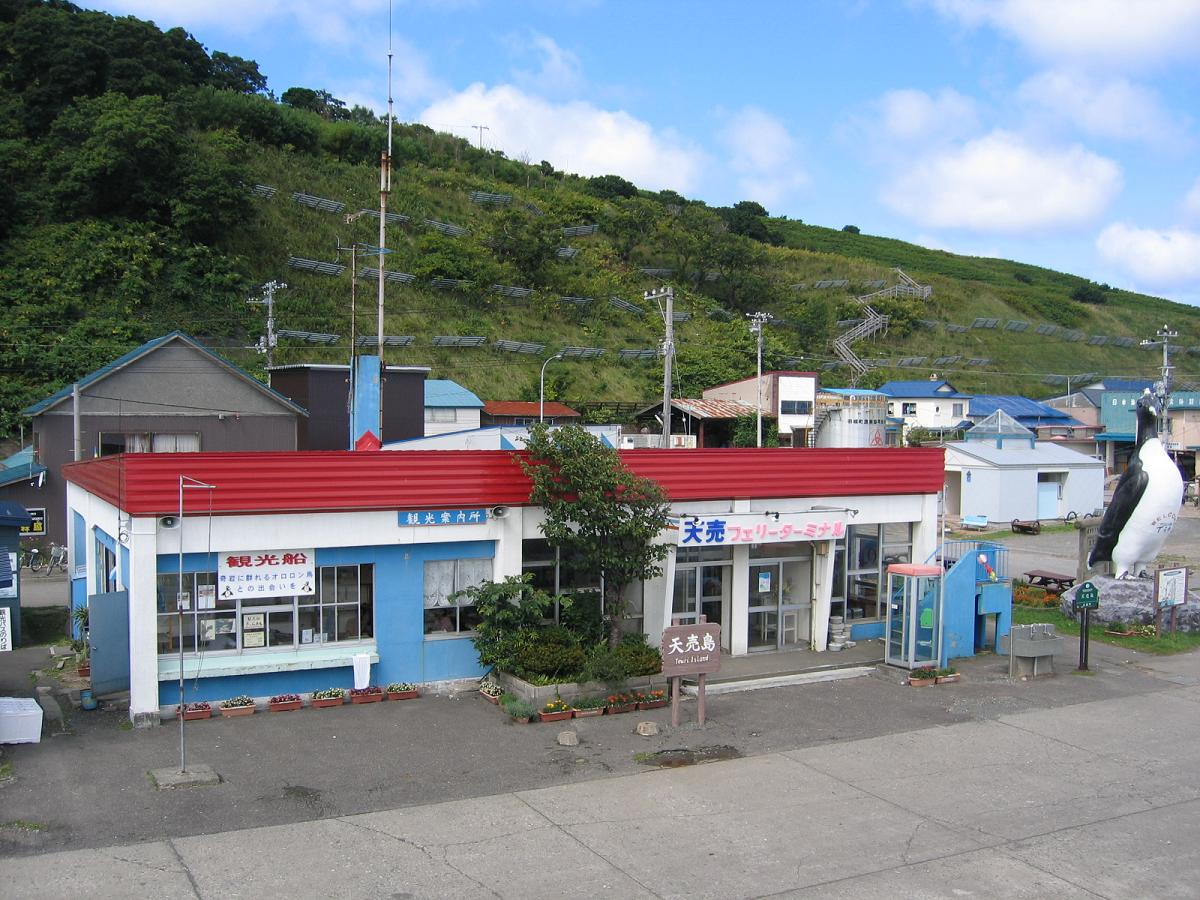
天売港
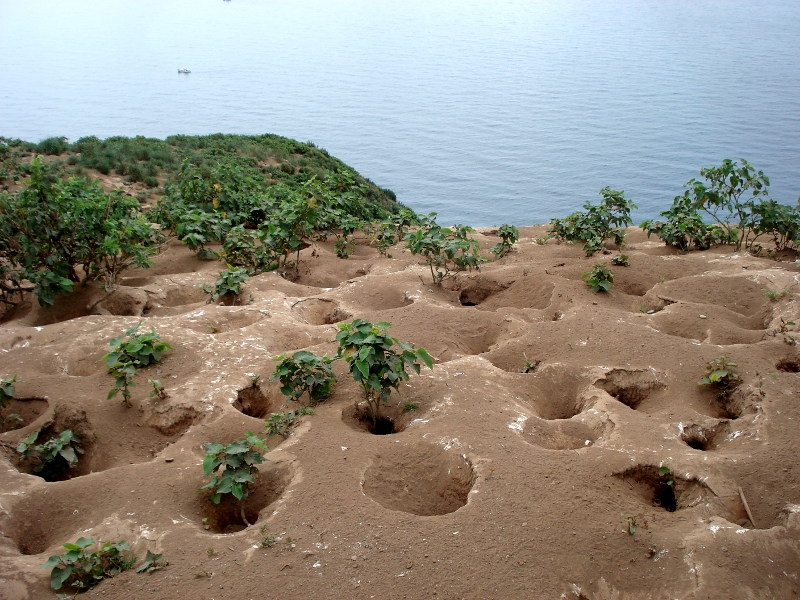
ウミガラスの巣
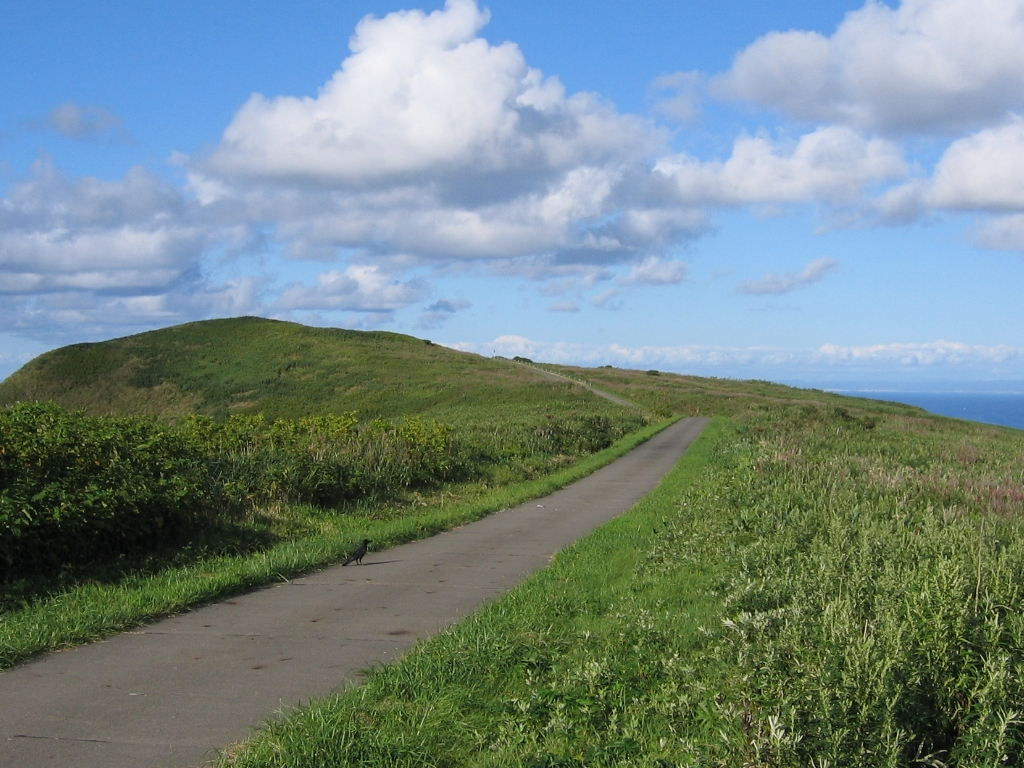
未だに森林のない所もある（2004年）

## 交通
天売港
- 羽幌沿海フェリー
  - 羽幌港 - 焼尻島 - 天売島（高速船1時間、フェリー1時間35分）
  - 焼尻島 - 天売島（高速船15分、フェリー25分）

天売港を起点として反6の字状に周回する北海道道548号天売島線が島内の基幹道路となっている。

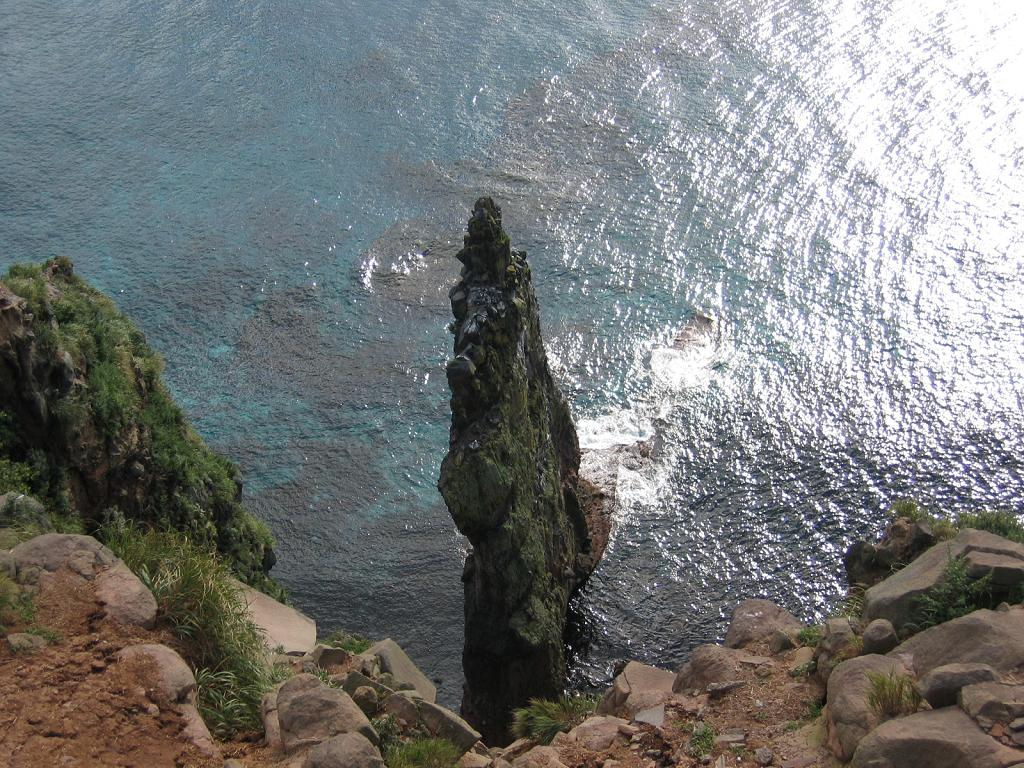
赤岩

## 公共機関
官公庁
- 羽幌町役場天売支所
- 羽幌警察署天売駐在所

## 名所・旧跡・観光スポット・施設
- 天売島海鳥情報センター「海の宇宙館」
- 千鳥ケ浦 - 海鳥の繁殖地で、3〜7月にかけて多数の海鳥が飛来する。海鳥観察舎・観音岬展望台から海鳥の様子を観察できる。
- 赤岩 - 海面から38メートルの高さに垂直に切り立った奇岩。

### ご当地グルメ
天売ガヤ天丼
通年で獲れるガヤ（エゾメバル）を使った天丼。飯には羽幌町産のオロロン米を使用。2008年5月18日販売開始。